# 最港電影大獎
最港電影大獎（英語：The Kongest film awards）是由香港《蘋果日報》娛樂版和蘋果動新聞舉辦的電影評選活動，旨在表彰過去一年表現出色的港產電影，“表扬创作灵魂，延续港片精神”。大獎先由十位社會名人組成專業評審選出各組別提名名單，再由觀眾網上票選得出最終獲獎者。
由於《蘋果日報》停刊，此項活動已經停辦。

## 歷年獎項

### 2018年（第1屆）
評審為惠英紅、陶傑、黃修平、卓韻芝、莊梅岩、曾麗芬、陳志發、蔡廉明、皮亞、黃國兆，結果於2018年3月公佈，頒獎嘉賓為杜琪峰、吳君如，粗體字為得獎者。
| 最港電影： - 《一念無明》 - 《拆彈專家》 - 《春嬌救志明》 - 《空手道》 - 《29+1》                                  | 最港導演： - 黃 進《一念無明》 - 邱禮濤《拆彈專家》 - 彭秀慧《29+1》 - 彭浩翔《春嬌救志明》 - 杜汶澤《空手道》      |
| 最港男演員： - 杜汶澤《空手道》 - 游學修《同囚》 - 劉德華《拆彈專家》 - 古天樂《殺破狼·貪狼》 - 余文樂《一念無明》 | 最港女演員： - 周秀娜《29+1》 - 蔡卓妍《原諒他77次》 - 金燕玲《一念無明》 - 楊千嬅《春嬌救志明》 - 鄧麗欣《空手道》 |
| 評審團最港大獎：《一念無明》                                                                                       | |

### 2019年（第2屆）
評審為杜汶澤、郭子健、彭浩翔、沈旭暉、崔允信、林子穎、潘源良、黃進、鄭政恆、歐錦棠，結果於2019年3月公佈，頒獎嘉賓為劉德華，粗體字為得獎者。
| 最港電影： - 《三夫》 - 《淪落人》 - 《逆流大叔》 - 《無雙》 - 《藍天白雲》                                         | 最港導演： - 張經緯《藍天白雲》 - 莊文強《無雙》 - 陳小娟《淪落人》 - 陳果《三夫》 - 陳詠燊《逆流大叔》         |
| 最港男演員： - 吳鎮宇《逆流大叔》 - 黃秋生《淪落人》 - 袁富華《翠絲》 - 岑珈其《非同凡響》 - 吳肇軒《以青春的名義》 | 最港女演員： - 毛舜筠《黃金花》 - 余香凝《逆流大叔》 - 梁雍婷《藍天白雲》 - 惠英紅《翠絲》 - 鄧麗欣《藍天白雲》 |
| 我最喜愛影片：《逆流大叔》                                                                                          | 傑出貢獻工作者大奬：劉德華                                                                                      |

### 2020年（第3屆）
評審為陳詠燊、關信輝、陳小娟、莊澄、杜緻朗、鄺俊宇、田啟文、邵仲衡、鄭政恆、陳嘉銘。結果於2020年5月4日公佈，粗體字為得獎者。
| 最港電影： - 《廉政風雲 煙幕》 - 《金都》 - 《麥路人》 - 《幻愛》 - 《叔·叔》                                 | 最港導演： - 麥兆輝《廉政風雲 煙幕》 - 黃綺琳《金都》 - 麥曦茵《花椒之味》 - 周冠威《幻愛》 - 楊曜愷《叔·叔》   |
| 最港男演員： - 袁富華《叔·叔》 - 郭富城《麥路人》 - 劉俊謙《幻愛》 - 古天樂《掃毒2天地對決》 - 朱栢康《金都》 | 最港女演員： - 鄧麗欣《金都》 - 鄭秀文《花椒之味》 - 蔡思韵《幻愛》 - 楊千嬅《麥路人》 - 鄭秀文《聖荷西謀殺案》 |
| 我最喜愛影片：《花椒之味》                                                                                    | 評審團最港大獎：《金都》                                                                                        |

### 2021年（第4屆）
於2021年4月30日舉行，主題為「堅毅不屈 重振聲威」，並頒發「堅毅精神獎」予六位電影工作者。
- 「堅毅精神獎」：顧定軒、黃子華、關信輝、梁成致（Sam哥）、趙善恆、田啟文